# Go Won (single)
Singles de Loona
Chuu
(2017) Olivia Hye
(2018)
Go Won (version alternative : Chuu & Go Won) est le onzième album single du projet de pré-débuts du girl group sud-coréen Loona. Il est sorti en version numérique le 30 janvier 2018, et en version physique le 31 janvier sous le label Blockberry Creative. Il introduit officiellement Go Won et contient deux chansons, le solo « One&Only » et « See Saw », un duo avec Chuu en featuring avec Kim Lip.

## Liste des pistes
| Go Won | Go Won                                  | Go Won            | Go Won              | Go Won                      | Go Won | Go Won | Go Won | Go Won | Go Won |
| No     | Titre                                   | Paroles           | Musique             | Arrangement                 | Durée  |        |        |        |        |
| ------ | --------------------------------------- | ----------------- | ------------------- | --------------------------- | ------ | ------ | ------ | ------ | ------ |
| 1.     | One&Only (Go Won)                       | 박지연 (MonoTree) | Darren Smith, Tammy | Darren "BabyDeeBeats" Smith | 2:55   |        |        |        |        |
| 2.     | See Saw (Go Won et Chuu, feat. Kim Lip) | moonc             | moonc, Rhoyzk       | moonc, Rhoyzk               | 3:21   |        |        |        |        |
| 6:16   |                                         |                   |                     |                             |        |        |        |        |        |

## Classements
| Classement (2018)         | Meilleure position |
| ------------------------- | ------------------ |
| Albums sud-coréens (Gaon) | 13                 |